# Pseudocatharylla megera
Pseudocatharylla megera là một loài bướm đêm trong họ Crambidae.